# Xaintrailles (Lot-et-Garonne)
Pour les articles homonymes, voir Xaintrailles.
Xaintrailles (pr. [sɛ̃tʁaj] ; en occitan Sentralha) est une commune du Sud-Ouest de la France, située dans le département de Lot-et-Garonne (région Nouvelle-Aquitaine).

## Géographie

### Communes limitrophes
Les communes limitrophes sont Ambrus, Barbaste, Buzet-sur-Baïse, Lavardac, Montgaillard-en-Albret et Pompiey.
|         | Ambrus       | Buzet-sur-Baïse        |
| Pompiey | Xaintrailles | Montgaillard-en-Albret |
|         | Barbaste     | Lavardac               |

### Climat
Pour des articles plus généraux, voir Climat de la Nouvelle-Aquitaine et Climat de Lot-et-Garonne.
Historiquement, la commune est exposée à un climat océanique aquitain.  
En 2020, Météo-France publie une typologie des climats de la France métropolitaine dans laquelle la commune est exposée à un climat océanique altéré et est dans la région climatique Aquitaine, Gascogne, caractérisée par une pluviométrie abondante au printemps, modérée en automne, un faible ensoleillement au printemps, un été chaud (19,5 °C), des vents faibles, des brouillards fréquents en automne et en hiver et des orages fréquents en été (15 à 20 jours).
Pour la période 1971-2000, la température annuelle moyenne est de 13 °C, avec une amplitude thermique annuelle de 15,3 °C. Le cumul annuel moyen de précipitations est de 810 mm, avec 11,2 jours de précipitations en janvier et 6,8 jours en juillet. Pour la période 1991-2020, la température moyenne annuelle observée sur la station météorologique la plus proche, située sur la commune de Nérac à 10 km à vol d'oiseau, est de 13,9 °C et le cumul annuel moyen de précipitations est de 735,7 mm,. Pour l'avenir, les paramètres climatiques de la commune estimés pour 2050 selon différents scénarios d'émission de gaz à effet de serre sont consultables sur un site dédié publié par Météo-France en novembre 2022.

## Urbanisme

### Typologie
Au 1er janvier 2024, Xaintrailles est catégorisée commune rurale à habitat dispersé, selon la nouvelle grille communale de densité à sept niveaux définie par l'Insee en 2022.
Elle est située hors unité urbaine. Par ailleurs la commune fait partie de l'aire d'attraction de Nérac, dont elle est une commune de la couronne,. Cette aire, qui regroupe 17 communes, est catégorisée dans les aires de moins de 50 000 habitants,.

### Occupation des sols

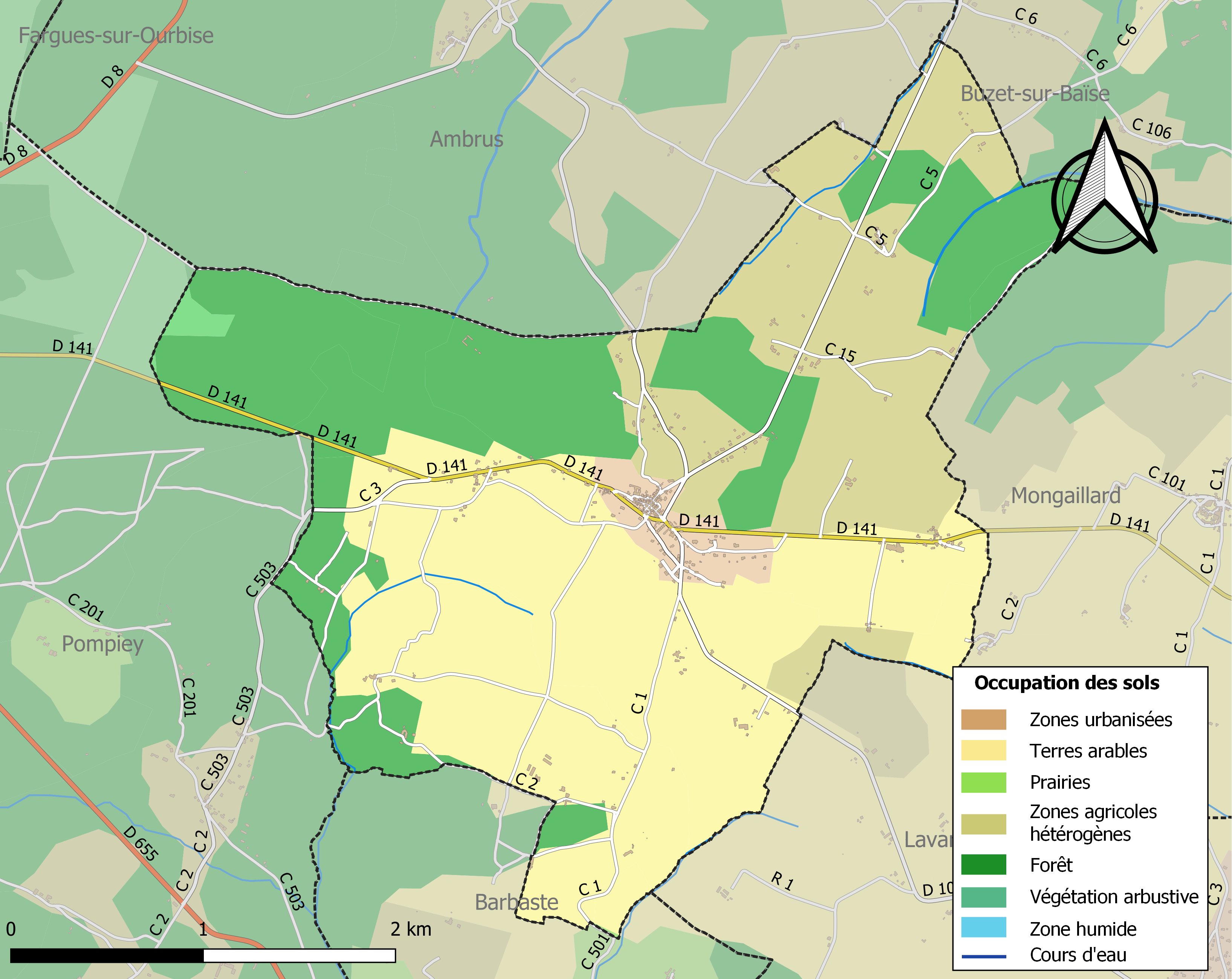
Carte des infrastructures et de l'occupation des sols de la commune en 2018 (CLC).

L'occupation des sols de la commune, telle qu'elle ressort de la base de données européenne d’occupation biophysique des sols Corine Land Cover (CLC), est marquée par l'importance des territoires agricoles (65,1 % en 2018), une proportion sensiblement équivalente à celle de 1990 (65,5 %). La répartition détaillée en 2018 est la suivante : 
forêts (31,3 %), zones agricoles hétérogènes (23,2 %), terres arables (22,6 %), cultures permanentes (19,2 %), zones urbanisées (3 %), milieux à végétation arbustive et/ou herbacée (0,5 %), prairies (0,1 %). L'évolution de l’occupation des sols de la commune et de ses infrastructures peut être observée sur les différentes représentations cartographiques du territoire : la carte de Cassini (XVIIIe siècle), la carte d'état-major (1820-1866) et les cartes ou photos aériennes de l'IGN pour la période actuelle (1950 à aujourd'hui).

### Risques majeurs
Le territoire de la commune de Xaintrailles est vulnérable à différents aléas naturels : météorologiques (tempête, orage, neige, grand froid, canicule ou sécheresse), inondations, feux de forêts, mouvements de terrains et séisme (sismicité très faible). Un site publié par le BRGM permet d'évaluer simplement et rapidement les risques d'un bien localisé soit par son adresse soit par le numéro de sa parcelle.
Certaines parties du territoire communal sont susceptibles d’être affectées par le risque d’inondation par une crue à  débordement lent de cours d'eau. La commune a été reconnue en état de catastrophe naturelle au titre des dommages causés par les inondations et coulées de boue survenues en 1982, 1983, 1988, 1999 et 2009,.
Xaintrailles est exposée au risque de feu de forêt. Depuis le 20 avril 2016, les départements de la Gironde, des Landes et de Lot-et-Garonne disposent d’un règlement interdépartemental de protection de la forêt contre les incendies. Ce règlement vise à mieux prévenir les incendies de forêt, à faciliter les interventions des services et à limiter les conséquences, que ce soit par le débroussaillement, la limitation de l’apport du feu ou la réglementation des activités en forêt. Il définit en particulier cinq niveaux de vigilance croissants auxquels sont associés différentes mesures,.
Les mouvements de terrains susceptibles de se produire sur la commune sont des tassements différentiels.

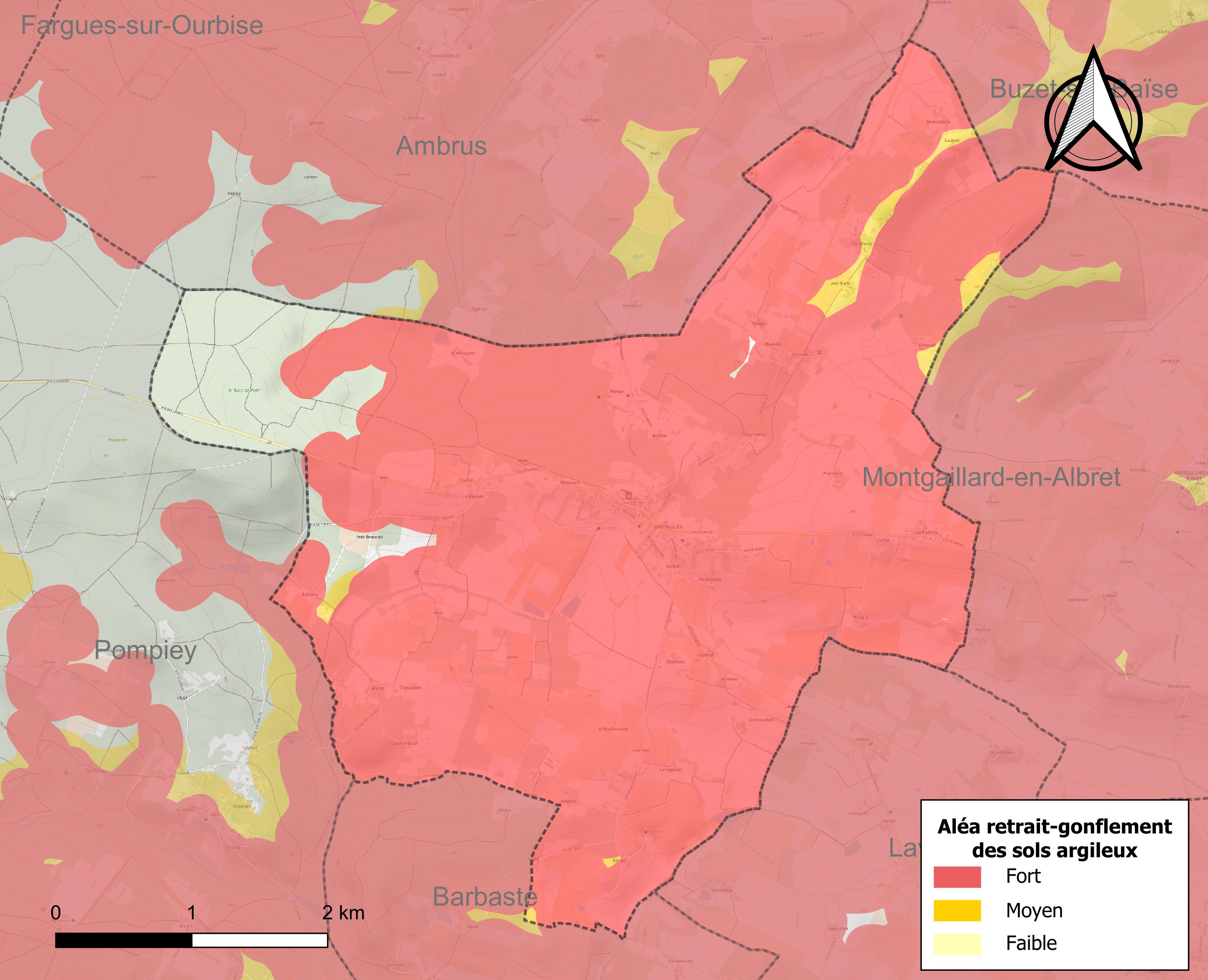
Carte des zones d'aléa retrait-gonflement des sols argileux de Xaintrailles.

Le retrait-gonflement des sols argileux est susceptible d'engendrer des dommages importants aux bâtiments en cas d’alternance de périodes de sécheresse et de pluie. 92 % de la superficie communale est en aléa moyen ou fort (91,8 % au niveau départemental et 48,5 % au niveau national). Depuis le 1er octobre 2020, en application de la loi ELAN, différentes contraintes s'imposent aux vendeurs, maîtres d'ouvrages ou constructeurs de biens situés dans une zone classée en aléa moyen ou fort,.
Concernant les mouvements de terrains, la commune a été reconnue en état de catastrophe naturelle au titre des dommages causés par la sécheresse en 2003, 2011 et 2017 et par des mouvements de terrain en 1999.

## Toponymie
Sentralha, en occitan, est la contraction, accentuée sur l'a, de Senta Aralha, variante gasconne de « Sainte Eulalie ».

## Histoire
Xaintrailles était un fief gascon en pays d'Albret.
Il a donné à la France Jean Poton de Xaintrailles, rendu célèbre pour ses succès militaires aux côtés de Jeanne d'Arc.

## Politique et administration
| Période                                  | Période  | Identité         | Étiquette | Qualité                 |
| ---------------------------------------- | -------- | ---------------- | --------- | ----------------------- |
| 1983                                     | 2000     | Pierre Thebault  |           |                         |
| décembre 2000                            | 2010     | Gilles Lespes    |           | Retraité sapeur-pompier |
| 2010                                     | 2014     | Dominique Sarion |           | Retraité sapeur-pompier |
| 2014                                     | En cours | Michèle Autipout |           |                         |
| Les données manquantes sont à compléter. |          |                  |           |                         |

## Démographie
L'évolution du nombre d'habitants est connue à travers les recensements de la population effectués dans la commune depuis 1793. Pour les communes de moins de 10 000 habitants, une enquête de recensement portant sur toute la population est réalisée tous les cinq ans, les populations de référence des années intermédiaires étant quant à elles estimées par interpolation ou extrapolation. Pour la commune, le premier recensement exhaustif entrant dans le cadre du nouveau dispositif a été réalisé en 2005.

En 2022, la commune comptait 378 habitants, en évolution de −9,13 % par rapport à 2016 (Lot-et-Garonne : −0,18 %, France hors Mayotte : +2,11 %).
| 1793 | 1800 | 1806 | 1821 | 1831 | 1836 | 1841 | 1846 | 1851 |
| ---- | ---- | ---- | ---- | ---- | ---- | ---- | ---- | ---- |
| 704  | 704  | 825  | 884  | 909  | 934  | 868  | 910  | 878  |

| 1856 | 1861 | 1866 | 1872 | 1876 | 1881 | 1886 | 1891 | 1896 |
| ---- | ---- | ---- | ---- | ---- | ---- | ---- | ---- | ---- |
| 878  | 831  | 839  | 814  | 794  | 796  | 769  | 679  | 683  |

| 1901 | 1906 | 1911 | 1921 | 1926 | 1931 | 1936 | 1946 | 1954 |
| ---- | ---- | ---- | ---- | ---- | ---- | ---- | ---- | ---- |
| 717  | 597  | 576  | 469  | 436  | 432  | 414  | 386  | 427  |

| 1962 | 1968 | 1975 | 1982 | 1990 | 1999 | 2005 | 2006 | 2010 |
| ---- | ---- | ---- | ---- | ---- | ---- | ---- | ---- | ---- |
| 379  | 408  | 342  | 349  | 410  | 396  | 382  | 380  | 413  |

| 2015 | 2020 | 2022 | - | - | - | - | - | - |
| ---- | ---- | ---- | - | - | - | - | - | - |
| 416  | 388  | 378  | - | - | - | - | - | - |

## Culture locale et patrimoine

### Lieux et monuments
- Château de Xaintrailles.
- Église Saint-Jean-Baptiste de Xaintrailles.

### Personnalités liées à la commune
- Jean Poton de Xaintrailles.
- Robert Lacoste, syndicaliste.
- Armand Jean-Jacques du Lau de Lusignan (1725-1793), homme politique né au château de Xaintrailles, député de la noblesse aux États généraux de 1789.
- Yves Gras (1921-2006), général, décédé dans la commune.

### Héraldique
| Blason de Xaintrailles | Blason  | Écartelé : aux 1er et 4e d'argent à la croix alésée de gueules, aux 2e et 3e de gueules au lion d'argent.             |
| Blason de Xaintrailles | Détails | Blason inspiré des armes de Jean Poton de Xaintrailles. Adopté par la municipalité. Présent sur le site de la mairie. |